# Каменка (Азнакаевский район)
Каменка (тат. Каменка) — деревня в Азнакаевском районе Республики Татарстан России. Входит в состав Мальбагушского сельского поселения.

## История
Деревня основана в 1910-х годах. До 1920 года она относилась к Микулинской волости Бугульминского уезда Самарской губернии.
С 1920 года — в составе Бугульминского кантона Татарской АССР. С 10 августа 1930 года — в Бугульминском районе, с 30 октября 1931 года — в Азнакаевском (в 1948 году — посёлок в Тимашевском сельсовете, в 1963-65 годах — в Альметьевском районе).

## География
Деревня расположена в юго-восточной части Татарстана, на расстоянии примерно 18,5 километров по автодорогам к западу — юго-западу от города Азнакаево, и в 8,5 км по автодорогам к югу от центра поселения, села Мальбагуш. Рядом находится пгт Актюбинский.

### Часовой пояс
Деревня Каменка, как и весь Татарстан, находится в часовой зоне МСК (московское время). Смещение применяемого времени относительно UTC составляет +3:00.

## Население
В 2010 году в деревне проживало 8 жителей (4 мужчины, 4 женщины).
| 1920 | 1926 | 1949 | 1958 | 1970 | 1979 | 1989 | 2002 | 2010 |
| ---- | ---- | ---- | ---- | ---- | ---- | ---- | ---- | ---- |
| 89   | 84   | 243  | 227  | 131  | 34   | 12   | 12   | 8    |

Национальный состав
Согласно результатам переписи 2002 года, в национальной структуре населения татары составляли 58 %, русские — 42 %.

## Инфраструктура и улицы
Деревня электрифицирована, есть кладбище. В деревне две улицы — Джалиля и Родниковая.